# Angela Bofill
Angela Tomasa Bofill (Brooklyn, 3 de mayo de 1954-Vallejo, California, 13 de junio de 2024) fue una cantante y compositora de R&B y jazz estadounidense. Es hija de padre cubano y madre puertorriqueña. Su primera influencia fue la música latina, para luego adentrarse en los ritmos afroamericanos. Sus primeros dos álbumes, Angie de 1978, y Angel of the Night de 1979, lograron una gran recepción en los mercados del R&B y el jazz. Aquejada por algunos problemas de salud, Angela regresó a los escenarios para dar un recital titulado "The Angela Bofill Experience", junto a artistas como Maysa Leak, Phil Perry y Melba Moore. En el 2012, Bofill fue entrevistada por la cadena TV One para realizar un documental titulado Unsung.

## Discografía

### Estudio
| Año                          | Álbum                 | Posición en listas | Posición en listas | Posición en listas | Sello              |
| Año                          | Álbum                 | Billboard 200]     | Top R&B/Hip-Hop    | Billboard Jazz     | Sello              |
| ---------------------------- | --------------------- | ------------------ | ------------------ | ------------------ | ------------------ |
| 1978                         | Angie                 | 47                 | 20                 | 5                  | GRP Records/Arista |
| 1979                         | Angel of the Night    | 34                 | 10                 | 2                  | GRP Records/Arista |
| 1981                         | Something About You   | 61                 | 13                 | 4                  | Arista             |
| 1983                         | Too Tough             | 40                 | 6                  | -                  | Arista             |
| 1983                         | Teaser                | 81                 | 20                 | 21                 | Arista             |
| 1984                         | Let Me Be the One     | -                  | 39                 | -                  | Arista             |
| 1985                         | Tell Me Tomorrow      | -                  | 53                 | -                  | Arista             |
| 1988                         | Intuition             | -                  | 38                 | -                  | Capitol            |
| 1993                         | I Wanna Love Somebody | -                  | 51                 | -                  | Jive Records       |
| 1996                         | Love in Slow Motion   | -                  | -                  | -                  | Shanachie Records  |
| "-" no ingresó en las listas |                       |                    |                    |                    |                    |

### En Vivo
| 2006                         | Live from Manila | - | - | Black Angel |
| "-" no ingresó en las listas |                  |   |   |             |

## Premios
- American Music Awards: 1984 – Mejor Artista femenina de R&B/Soul (nominada)
- Bay Area Music Awards (Bammies): 1984 Outstanding Black Contemporary Artist/Group

## Televisión
- Soul Train Saturday 28 de mayo de 1983[8]
- The Pat Sajak Show 26 de enero de 1989[9]